# Su, comunisti della Capitale
Su, comunisti della Capitale è una canzone antifascista e comunista italiana, legata alla Resistenza, il cui testo fu scritto nel Secondo Dopoguerra. È una delle canzoni di lotta più diffuse tra i militanti comunisti di Roma e del Lazio.

## Storia
La canzone fu composta nell'immediato secondo dopoguerra, condividendo la melodia e buona parte del testo con la contemporanea Orsù compagni di Civitavecchia. Entrambe le canzoni traggono ispirazione dalla canzone anarchica Nel fosco fin del secolo morente, chiamata anche Inno della rivolta. Nei decenni la canzone trovò diffusione, tanto da diventare la più diffusa canzone comunista di Roma.
La canzone fu riproposta nel 1973 dal Canzoniere del Lazio, cantata da Piero Brega, nell'album Quando nascesti tune.